# 西方派

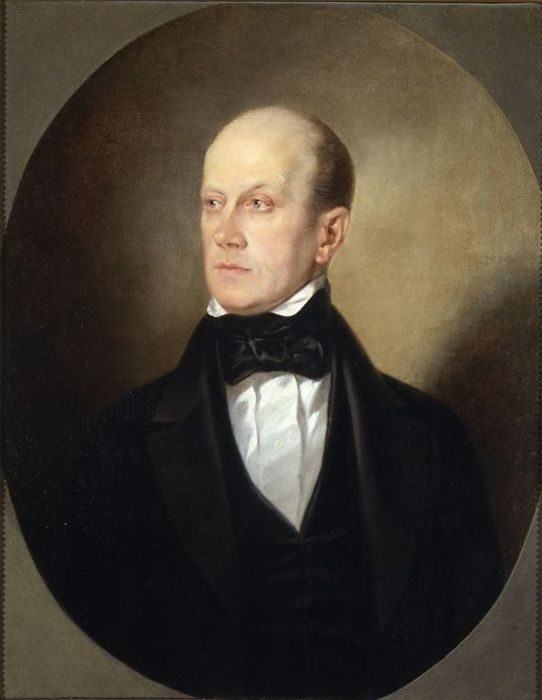
彼得·恰达耶夫

西方派（羅馬化：Západnik；/ˈzɑːpɑːdnɪk/）是1830年代—1850年代发展起来的俄罗斯知识分子群体，大多数出身贵族地主。他们相信俄罗斯的发展依靠接受西欧的科技成果和自由主义政府体制。在他们眼中，要使俄罗斯成为更成功的国家，西方的理念，如工业化，应当在全国推广。
在俄罗斯历史上，西方派常常和斯拉夫派形成对比。斯拉夫派认为西方应当接受俄罗斯的传统价值，而非相反。
在当代语境中，这个词可以被用来指代支持西式经济发展模式的人。

## 代表人物
彼得·恰达耶夫是西方派运动的先驱。在他1831年出版的的《哲学书简》中，他从西欧的视角来剖析了俄罗斯文化上的孤立。他质疑俄罗斯历史的辉煌，嘲讽东正教没能为俄罗斯的心智提供健全的精神基础。他赞扬欧洲的成就，尤其是他们的理性和逻辑思想、进取精神、科技上的领先以及在追求自由之路上的领袖地位。
别林斯基是西方派的主要人物。他主要是一位文学评论家，因为相比于政治小册子，文学作品更少遭到审查。他认同斯拉夫派提出的社会应当先于个体的主张，但是他坚信社会应当容许个体为理念和权利而发声。他强烈反对斯拉夫派在东正教作用上的观点，在他眼中，东正教是倒退势力。他强调理性和知识，反对独裁和神权。他对年青一代有着巨大的影响力。
赫尔岑是贵族之子，在别林斯基去世后继续宣传他的理念。他受到伏尔泰、弗里德里希·席勒、圣西门、蒲鲁东，特别是黑格尔、费尔巴哈的影响。赫尔岑最初是自由主义者，但逐渐接纳社会主义。自1847年开始他便离开了俄罗斯，但是他从1857年到1867年在英国出版的《警钟》在俄罗斯国内被广泛阅读。赫尔岑融合了法国大革命和德国唯心主义的主要观点。他不喜欢资产阶级和中产阶级的价值观，试图在农民当中找寻真实。他鼓动俄国农奴解放，并在1861年俄國農奴制度改革后进而宣扬土地公有、民治政府和扩大个人权利。
索洛维约夫将西方主义定义为“我们的社会思想和文学的方向，承认俄罗斯和西欧的精神团结是一个文化历史共同体的不可分割的一部分……关于信仰与理性、权威与自由的关系，关于宗教与哲学以及两者与实证科学的联系，关于个人与人类之间的界限，关于人民对人类、教会对国家、国家对经济社会的态度——所有这些以及其他类似的问题都对西方和东方同样重要和紧迫。

## 西方派与斯拉夫派
帕斯图霍夫认为西方派和斯拉夫派的争论并没有什么特别“俄罗斯”的。他引用阿诺尔德·J·汤因比的话说，任何落后社会在对抗军事和经济上更强大敌人时，都会出现两种倾向：“希律党”——提倡照搬外国制度；“奋锐党”——呼吁保留传统生活方式。根据汤因比的说法，任何一种趋势都不能引导社会走向成功，因为它们都缺乏创造力。帕斯图霍夫还指出，套用列宁的话，可以说布尔什维主义有“三个来源，三个组成部分”：“西方派”和“斯拉夫派”，这是 19 世纪中叶俄罗斯知识探索的两个主要方向；“东正教”的则变成了“里衬”，有助于将似乎永远无法连接的东西联系在一起。
| 争论问题             | 斯拉夫派                                                 | 西方派                                                   |
| -------------------- | -------------------------------------------------------- | -------------------------------------------------------- |
| 对专制的态度         | 君主制+人民代表                                          | 有限的君主制，议会制，民主自由。                         |
| 对待农奴制的态度     | 消极的，他们主张从上而下废除农奴制                       | 消极的，他们主张从上而下废除农奴制                       |
| 对彼得一世的态度     | 消极的，彼得引入了西方的命令和习俗，导致俄罗斯误入歧途   | 积极的，彼得拯救了俄罗斯，使其焕然一新，将其带入国际社会 |
| 俄罗斯应该走哪条路？ | 俄罗斯有不同于西方的发展道路，但可以利用西方的工厂、铁路 | 俄罗斯姗姗来迟，它现在应该遵循西方的发展道路             |
| 如何执行变革         | 和平之路，自上而下的改革                                 | 不允许革命动乱发生                                       |